# Канали Амстердама
Област седамнаестовековних каналских појасева у Амстердаму унутар Сингелграхта званични је назив за канале Амстердама, главног града Холандије, дуги низ година познатог као „Венеција севера“ због својих више од сто километара дугих канала, око 90 острва и 1.500 мостова, уз преко 1.550 споменика различитих намена.
Три главна канала су Херенграхт, Принсенграхт и Кајзерграхт, ископани у 17. веку током Холандског златног доба. Они формирају концентричне појасеве око језгра града, познате као Грахтенгордел. Ти појасеви, уз амстердамску четврт Јордан, ону око канала, уврштени су у светску баштину 2010.